# コグンカンドリ

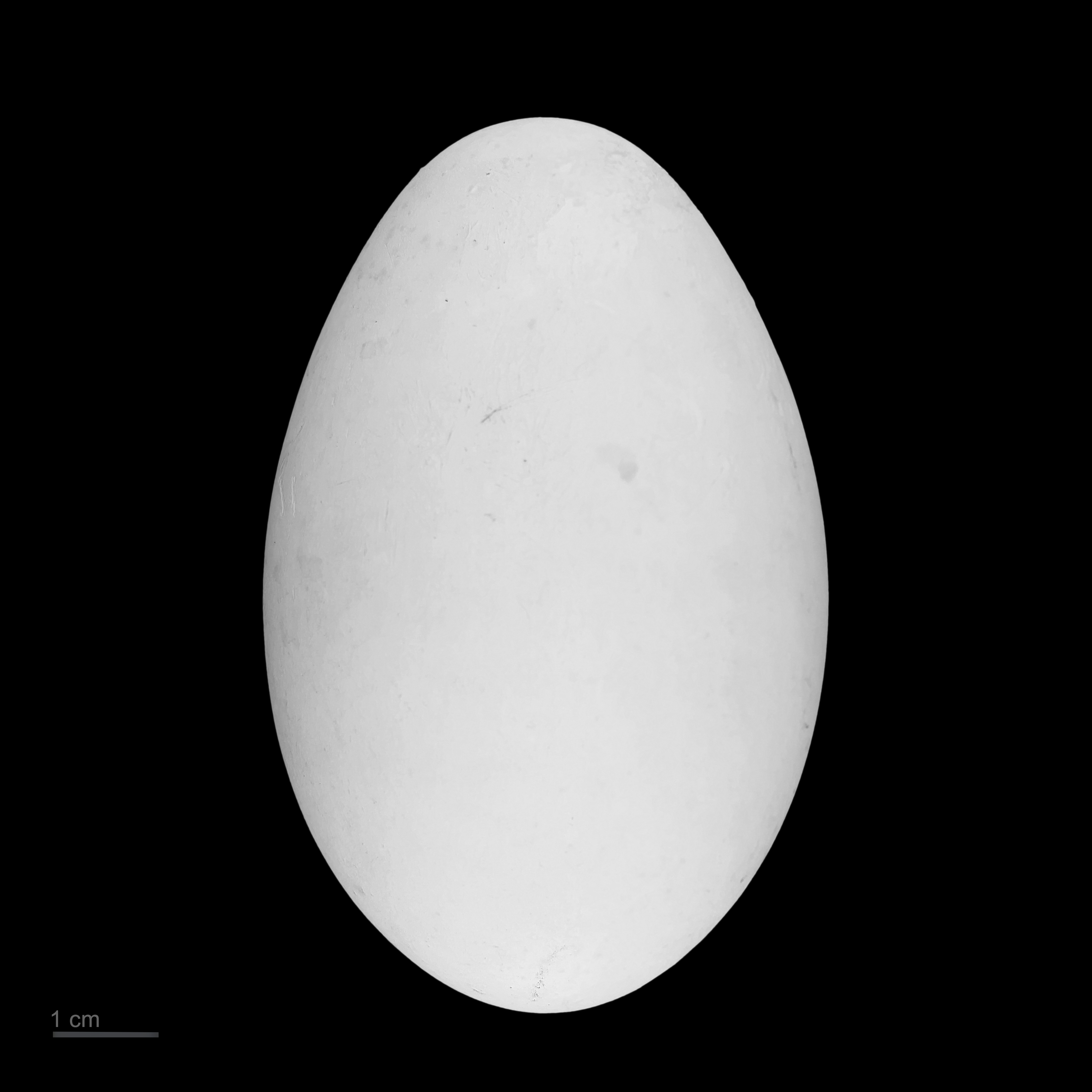
Fregata ariel

コグンカンドリ（小軍艦鳥、学名：Fregata ariel）は、カツオドリ目グンカンドリ科グンカンドリ属に分類される鳥類の一種である。

## 分布
太平洋、インド洋、大西洋の熱帯の島や海岸地方で繁殖する。分布地の多くはオオグンカンドリと重なるが、数はそれほど多くない。
日本では、北海道、本州、九州の太平洋側や、伊豆諸島、小笠原諸島等に迷鳥として渡来する。日本海側や本州の内陸部で観察された例もある。

## 形態
体長約79cm、翼開長約185cm。オオグンカンドリに形状は似ているが小さい。
雄成鳥は全身が光沢のある黒色で、喉に赤い喉袋を持ち、脇から腋に白線が延びる。雌成鳥は全身が黒色で胸だけ白い。幼鳥は頭部から首、胸、腹まで白か淡褐色である。

## 生態
主な習性はオオグンカンドリに似ている。他のミズナギドリ類やカツオドリ類などを襲撃して餌を吐き出させ奪い取る行動もとる。
幼鳥は巣立ち後、繁殖地を離れ遠く離れた地域に分散する。このため、普段生息しない地域に出現する確率が高く、日本において観察されるのも幼鳥であることが多い。